# 홋카이도 산악 구과수림
홋카이도 산악 구과수림(영어: Hokkaidō montane conifer forests)은 일본 홋카이도 중부의 산악 지역을 덮고 있는 온대 구과수림이다. 아고산 지역의 시원한 날씨에 가문비나무와 전나무가 번성한다.
홋카이도 북쪽에서는 구과수림이 해안가까지 내려와 있는데, 오야시오 한류 덕분이다. 최근에는 벌채로 인해 보존에 압력이 가해지고 있다. 다이세쓰산 국립공원, 아칸 국립공원, 구시로 습원 국립공원, 시코쓰토야 국립공원이 보호구역으로 지정되어 있다.